# Юнонаит
Юнонаитите (Уинонаити) са група метеорити, примитивни ахондрити, еквигрануларни скали с минералогия и състав, които са подобни на хондритите. Освен това са свързани и със силикатните включвания, открити в железните метеорити от групата IAB. Метеоритът поставя началото на рядка група от примитивни ахондрити, включващи 33 члена през 2021 г. По данни на Международното метеоритно общество общият им брой е 59.

## Наименование
Юнонаитите носят името на 24-килограмовия метеорит Юнона, открит през 1928 г. в руините на праисторическото селище Елден Пуебло, разположено в подножието на планината Елден близо до град Флагстаф, Аризона, САЩ. Предполага се, че жителите на селището са запазили и почитали метеорита като свещен обект, особено след като са имали възможността да видят неговото падане.

## Произход
Последните изследвания показват, че както юнонитите, така и IAB железни метеорити произхождат от едно и също родителско тяло – частично диференциран астероид, разрушен по времето когато при него започват да се образуват желязно ядро и богата на силикати кора. При това разрушаване силикатите и стопеното никел-желязо се смесват. Металът образува силициевите IAB железни метеорити, а смесените с богати на оливин остатъци от частично стопените силикати – юнонаитите.
Юнонаитите дават ценна информация за процесите на диференциация на астероидите в ранната Слънчева система. Текстурното и минерално разнообразие сред тях предполага, че астероидът-майка е формирал четирислойна структура по време на своята еволюционна история:
- Повърхностен слой, състоящ се от първични хондритни материали. От този слой са образувани юнонаитите NWA 725, открит в Мароко и NWA 1463, намерен в Северозападна Африка през 2000 г.
- Подземен слой, съставен от разнообразни литологии, които са претърпели ограничен метаморфизъм и частично топене на FeNi – FeS. От него са формирани юнонаитите NWA 6448 (Северозападна Африка, 2010 г.), GRV 022890 (Антарктика, 2009 г.), GRV 021663 (Антарктика, 2003 г.), NWA 4024 (Северозападна Африка, 2005 г.), Pontlyfni (Уелс, Великобритания, 1931), Юнона (Аризона, САЩ, 1928 г.) и други.
- Дълбоки остатъци от частично топене на силикатите. От този пласт произхождат юнонаитите SAH 02029, намерен в Сахара през 2002 г. и Tierra Blanca, открит през 1965 г. В САЩ.
- Вътрешен слой, състоящ се от непълно диференциран метал. От него произхождат железните метеорити от групата IAB.

## Състав
Както всички примитивни ахондрити, юнонаитите показват прилики както с хондритите, така и с ахондритите. Те показват претърпян обширен термичен метаморфизъм, което е довело до ограничено частично топене на съдържащите желязо съставки и възможно частично топене на силикатите. Минералният състав на юнонаитите е междинен между тези на Е и Н хондритите. Често срещани са железни и Ni-FeS вени, които могат да представляват първите частични стопилки на хондритния изходен материал. Силикатните включвания се състоят от променливи количества фин, ниско и високо калциев пироксен, беден на магнезий оливин, плагиоклаз, желязно-сулфиден троилит, графит, фосфати, незначителни количества добрелит и хромит, включително и никел-желязна сплав.
Общото съдържание на желязото варира между 18% и 30% и е вероятен фактор за тясната връзка между юнонаитите и силикатните включвания в железните метеорити от групата IAB. Химията и минералогията на тези две групи показват един и същ уникален кислород-изотопен състав.
Три от юнонаитите имат толкова аномални характеристики, че не се вписват лесно в групата. Това включва и единственото регистрирано падане в групата – метеорита Ямато 74025. Те могат да образуват отделна група, която показва текстурни, минералогични и химични разлики с по-ниска степен на топлинна обработка. Необходими са допълнителни изследвания, които да покажат дали тези метеорити са резултат от различни степени на топлинна обработка на едно общо родителско тяло, както се предполага за акапулкоитите и лодранитите, или по-скоро са части от отделни родителски тела, образувани в общ регион на първичната Слънчева мъглявина.

## Текстура
Юнонаитите обикновено имат хондритна минералогия и химичен състав, но ахондритна рекристализирана текстура. Характеризират се със силно хетерогенни по размер на зърна, петрологична текстура и минералогия. Показват голямо разнообразие от текстури – от примитивна хондритна до грубозърнеста равнокристална текстура. Те са предимно фино до среднозърнести равнокристални скали. Някои от тях като Ямато 74025 и Mount Morris съдържат области, интерпретирани като реликтови хондрули въз основа на техните текстури.